# 袁綝
袁綝（？—？），豫州潁川郡（治今河南省禹州市）人，蜀漢將領。歷任前將軍、征西大將軍，封都亭侯。

## 生平
劉備屯軍汝南時加入劉備軍，為蜀國元老。公元231年（建興九年）春，諸葛亮率軍北伐，李嚴負責後勤補給。夏秋之季，正逢陰雨連綿，糧草運輸供應不上，李嚴派參軍馬忠、督軍成藩傳話給諸葛亮，讓他撤軍，諸葛亮得到信後答應退兵。北伐大軍退還後，李嚴弄虛作假，欲逃脫責任，袁綝等隨諸葛亮上表後主劉禪請求罷黜李嚴。

## 藝術形象
在电子游戏《三國志姜維傳》中，袁綝的身分被設定為在倉亭之戰後出生的袁紹之子，為保全性命隱匿身世送至汝南，並由陳到扶養長大。因為沒有任何戰功卻身居高位讓自己深感迷惘，自願擔任第一次北伐的先鋒，並與後來加入蜀漢的姜維培養出亦敵亦友的深刻羈絆關係。